# イジドール・イズー
イシドール＝イズー（Isidore Isou, 本名：Jean-Isidore Isou Goldstein, 1925年1月29日 - 2007年7月28日）は、ルーマニアで生まれパリで亡くなった詩人。映画評論家。レトリスム（文字主義）の発案者である。モーリス・ルメートル (Maurice Lemaître)に多大な影響を与えた。

## 生涯
イシドール＝イズーはルーマニアのボトシャニに1925年1月29日にユダヤ系として生まれた。イズーは厳格な家庭に生まれたために物心がついたときには多くの哲学書や文学作品に熱心な天才児であった。その証拠に彼は13歳でドストエフスキー、14歳でカール・マルクス、16歳のときにはプルーストを読んでいる。
イズーは第二次世界大戦中に前衛美術のジャーナリストとして仕事を始めた。間もなくルーマニアは8月23日のクーデターにより国際連盟に加盟した。彼は後の社会心理学者セルジュ・モスコヴィッシと共に週刊誌『Da』を発刊した。しかしすぐに規制により販売禁止となる。彼はパリに移動し多くの芸術的な概念を発展させた。彼は彼自身をLettristeと名付けている。